# Freddy Adu
Fredua Koranteng Adu, detto Freddy (Tema, 2 giugno 1989), è un ex calciatore ghanese naturalizzato statunitense, di ruolo centrocampista o attaccante.

## Biografia
Nato in Ghana, si trasferisce negli Stati Uniti nel 1997, a 8 anni grazie alla vincita della lotteria per una "green card" che permetteva alla famiglia la possibilità di trasferirsi negli Stati Uniti: si stabilisce nella capitale, Washington (Potomac), assieme ai genitori e al fratello minore Fro. La madre trova due lavori per mantenere gli studi ai figli. All'età di 10 anni l'Inter voleva acquistarlo, ma la sua famiglia lo ha esortato a dare la priorità agli studi rispetto al calcio. Dopo aver notato il talento di Adu in un camp scolastico, a 13 anni (primi mesi del 2003) firma il suo primo contratto di sponsorizzazione da parte della Nike, dal valore di $ 1 milione annui. Oltre al contratto di sponsorizzazione con la Nike, Adu percepisce dalla Lega americana uno stipendio di 500.000 dollari fino al 2009, che ne fanno il calciatore più pagato dall'intera categoria. Ha girato anche uno spot commerciale al fianco di Pelé.
Inoltre, a soli 14 anni, fa la sua prima apparizione a programmi televisivi come 60 Minutes e il David Letterman Show, oltre a ritrovarsi già sulle copertine di Vanity Fair, di Sports Illustrated e del Washington Post. Ottiene il passaporto statunitense nel 2003. Ci sono dei sospetti sulla vera età anagrafica di Adu, poiché in Ghana i bambini non sono registrati alla nascita. Dopo averlo notato, per non farlo andare troppo lontano dalla famiglia, la MLS assegna il cartellino di Adu al DC United, la squadra di Washington, inserendolo anche in un liceo in modo che possa diplomarsi alla Florida Academy. La scelta di sfondare nel mondo del calcio è supportata anche dai genitori (il padre Maxwell e la madre Emelia).
Gli arrivano subito diverse offerte dai club europei, tra gli altri spicca il Manchester United di Sir Alex Ferguson che nel 2003, dopo avergli fatto fare un provino di 2 settimane, decide di non acquistarlo: in seguito al provino fallito torna a giocare al DC United. In diverse occasioni il nome di Adu è stato accostato all'Inter: dopo averlo visto giocare in alcuni tornei per Under-14 disputati in Italia nel 2000, il direttore sportivo dei nerazzurri Piero Ausilio si recò negli States per discutere il trasferimento in Italia del giocatore assieme alla famiglia, ma la madre, che all'epoca doveva mantenere i figli con due lavori (il padre era tornato quasi subito in Ghana), decise di rifiutare un'offerta di circa $ 750.000. Il suo sogno era giocare nel Real Madrid.

### Nella cultura di massa
Nel videogioco FIFA 06 viene scelto come giocatore per la copertina dell'edizione nordamericana insieme a Ronaldinho e Omar Bravo.

## Caratteristiche tecniche
Trequartista, può giocare come seconda punta, ala su entrambe le fasce o rifinitore alle spalle degli attaccanti. È dotato di un buon lancio lungo, resistenza, visione di gioco ed è velocissimo, paragonato anche a Obafemi Martins. Fortissimo tecnicamente, giocatore di classe, preferisce giocare allargandosi sulle fasce, dove sfrutta il suo ottimo mancino per tirare, crossare e fornire assist. Eccellente dribblatore, il suo cavallo di battaglia è la "bicicletta". Già descritto come leader e calciatore «maturo» a 18 anni, era molto debole fisicamente. Dopo aver giocato il suo primo Mondiale U-20 a 14 anni, ottiene il premio come giovane atleta statunitense dell'anno e i giornalisti lo etichettano subito come il "nuovo Pelé", influenzandone negativamente la carriera.
Due anni dopo vince il Nordamericano U-20 2005 giocato da protagonista con gli USA (due gol realizzati su calcio di rigore) e nello stesso anno Adu gioca il suo secondo Mondiale U-20 (vinto dall'Argentina di un giovane Lionel Messi, peraltro sconfitta dagli statunitensi nella fase a gironi per 0-1): in questa edizione riesce a farsi notare nonostante gli Stati Uniti vengano eliminati dall'Italia U-20 (1-3), mentre la FIFA lo descrive come un centrocampista offensivo dal buon dribbling. In seguito a questa edizione Adu scompare dal calcio internazionale per un paio d'anni, continuando una se pur lenta progressione di talento e la sua carriera sembra già in declino a soli 18 anni e un mese ma nell'estate 2007 arriva al suo terzo Mondiale Under-20, giocato da capitano, dove però fallisce ancora: ritenuto dalla stampa il miglior calciatore statunitense del torneo, nonostante il grande calcio giocato dalla Nazionale americana, la tripletta alla Polonia - la cui partita giocata da Adu è definita spettacolare - e diversi assist (2 per Jozy Altidore nell'incontro vinto sul Brasile di Alexandre Pato e 2 nella sfida contro l'Uruguay di Luis Alberto Suárez), gli USA, favoriti per la vittoria finale, si arrendono all'Austria ai quarti di finale (1-2), nell'unica partita giocata male sia da Adu che dal resto della squadra, nonostante l'ennesimo assist del ghanese-statunitense per Altidore che valeva il parziale 1-0.
Descritto come uno dei calciatori più talentuosi del suo periodo, già nel 2006, all'età di 17 anni, ha disatteso le aspettative come "nuovo Pelé", ormai definito «ex baby-prodigio».

## Carriera

### Club

#### D.C. United, Real Salt Lake e Benfica
Considerato uno dei migliori talenti statunitensi, è stato il giocatore più giovane ad aver mai esordito fino a quel momento nel campionato professionistico statunitense, avendo debuttato a 14 anni e 306 giorni in MLS nella partita tra i suoi D.C. United e il San Jose Earthquakes (2-1), subentrando al 61', venendo poi superato da Cavan Sullivan il 17 luglio 2024 il quale esordì a 14 anni e 293 giorni. Fu anche il più giovane atleta a giocare in un campionato professionistico americano dal 1887, ovvero da quando Fred Chapman debuttò quattordicenne nella massima serie del baseball. Firma un contratto di 6 anni a $ 0,5 milioni a stagione con la Major League Soccer e dopo un ottimo Mondiale U20, dove risulta essere uno dei migliori giocatori, viene acquistato dal Benfica per la cifra di 2 milioni di dollari, all'epoca considerata anche bassa visto il grande potenziale del talento statunitense. Nella sua prima stagione alla squadra portoghese, a 18 anni, il giovane statunitense segna 5 goal in 18 partite tra campionato e coppa, esordendo anche in Champions League. L'esperienza portoghese è considerata deludente.

#### I prestiti: Monaco, Belenenses, Aris Salonicco e Çaykur Rizespor
A fine campionato si trasferisce al Monaco in prestito. Arriva a settembre tra le file dei transalpini, poiché era impegnato con la Nazionale Olimpica alle Olimpiadi di Pechino, ma a differenza della precedente annata fatica a trovare spazio. Dopo aver giocato con gli USA la Confederation Cup, la Gold Cup e aver militato per sei mesi nel Belenenses, si trasferisce in prestito per 18 mesi all'Arīs Salonicco, con diritto di riscatto da parte del club greco. Dopo aver giocato nove partite di campionato durante la seconda parte della stagione 2009-2010, nell'estate del 2010 viene messo fuori rosa dal club, nell'attesa della fine del prestito da parte del Benfica. Nel gennaio 2011, dopo aver trascorso la prima parte della stagione allenandosi con diversi club quali l'Ingolstadt, club della Zweite Liga tedesca, il Sion, squadra della Super League svizzera, e il Randers, militante nella Superligaen, viene ufficialmente ceduto in prestito al Rizespor fino al termine della stagione.

#### Il ritorno in patria con i Philadelphia Union
Finito il prestito, opta per il ritorno in patria, accasandosi ai Philadelphia Union. Il giocatore ha esordito ufficialmente con la nuova maglia il 13 agosto, nel match di campionato contro i Columbus Crew. Chiude la prima stagione dopo il ritorno con 13 presenze e 2 gol.

#### Bahia
Il 5 aprile 2013, Adu firma il prestito per il Bahia squadra della massima serie del Brasile, fino alla fine dell'anno in un'operazione che coinvolge anche Kléberson. L'accordo vede anche il passaggio di Kléberson mossa nella direzione opposta, ai Philadelphia Union. Al termine di questa esperienza, è rimasto senza contratto.

#### Il periodo da svincolato
A febbraio 2014, Adu ha sostenuto un provino con la formazione inglese del Blackpool, senza che gli venisse offerto alcun contratto. Il 22 giugno successivo si è allenato con i norvegesi dello Stabæk, nell'ottica di un possibile trasferimento nella squadra guidata da Bob Bradley, ex commissario tecnico degli Stati Uniti. Il 7 luglio, si è aggregato all'AZ Alkmaar, sempre in prova. Il 13 luglio, la società olandese manifesta l'intenzione di non offrirgli alcun contratto.

#### Jagodina
Nel luglio del 2014 si trasferisce in Serbia, accasandosi al Jagodina. Il 22 dicembre 2014 scade il suo contratto semestrale, che non viene rinnovato dal club. Adu chiude così la sua esperienza nei Balcani, durante la quale ha giocato solo 14 minuti subentrando in una partita di Coppa di Serbia contro il Borča. Anche questa esperienza, come tutta la sua carriera in generale, è considerata fallimentare e così si arrangia con ospitate per locali notturni di Washington.

#### KuPS
Il 28 marzo 2015, il KuPS annuncia la firma di Adu con contratto di un anno, previo superamento delle visite mediche. È l'undicesima squadra in 11 anni per il giocatore.

#### Tampa Bay Rowdies e un nuovo periodo da svincolato
Nell'estate 2015 passa ai Tampa Bay Rowdies, squadra militante nella NASL. Dopo due stagioni, in cui scende in campo appena tredici volte (otto nella prima e cinque nella seconda), la sua esperienza con questo team si conclude. Tra il gennaio e il febbraio del 2017 svolge un provino di due settimane con i Portland Timbers, che però al termine dello stage non gli offrono nessun contratto. Nell'estate 2017 svolge un provino con i polacchi del Sandecja Nowy Sącz, appena promossi in Ekstraklasa, ma finisce per declinare l'offerta dopo essere sbarcato in Polonia. Nel gennaio 2018 era stato in trattativa per essere presentato come nuovo ingaggio degli svedesi dell'Oskarshamns AIK, militanti nella terza serie nazionale.

#### Las Vegas Lights
Nello stesso mese, tuttavia, si unisce in prova ai Las Vegas Lights, nuova squadra della lega USL, per svolgere il precampionato. Firmato il contratto per il nuovo team, il giorno del suo 29º compleanno segna il gol del momentaneo 2-0 nella vittoria contro i Colorado Springs, tornando al goal dopo sei anni.

#### Österlen FF
Il 14 ottobre 2020, il direttore sportivo dell'Österlen FF annuncia la firma di Adu in vista della stagione successiva. La squadra svedese aveva appena conquistato, da quattro giorni, la matematica promozione dalla quarta alla terza serie nazionale. Dopo neppure un mese di precampionato della stagione 2021, prima ancora di mettere a referto la prima presenza ufficiale, il contratto di Adu viene rescisso dai dirigenti del club, i quali insieme all'allenatore hanno descritto la condizione fisica e la forza mentale del giocatore come non adeguati.
Si ritirerà ufficialmente dal calcio giocato il 16 febbraio 2021.

### Nazionale
A 13 anni gioca già per la Nazionale U-17 degli Stati Uniti per la quale segnerà 29 gol in 46 incontri. Nel dicembre 2005 il Ghana gli propone di scegliere di giocare per la Nazionale africana ma Adu decide di vestire i colori degli USA. Esordisce con la Nazionale statunitense nel gennaio 2006, a 16 anni, divenendo così il più giovane esordiente della storia della stessa.
Segna la sua prima rete il 19 novembre 2008 nella partita di qualificazione al campionato mondiale di calcio 2010 contro la nazionale del Guatemala (2-0). Nel 2009 partecipa alla CONCACAF Gold Cup 2009 dove gioca due partite e segna una rete, gli Stati Uniti terminano il torneo con la sconfitta in finale. Dal 2010 è escluso dalla Nazionale statunitense. Torna in nazionale nel 2011 e partecipa alla CONCACAF Gold Cup 2011 dove gioca due partite tra cui la finale persa 4-2 contro il Messico.

## Statistiche

### Presenze e reti nei club
Statistiche aggiornate al 16 febbraio 2021.
| Stagione                  | Squadra                   | Campionato                | Campionato | Campionato | Coppe nazionali | Coppe nazionali | Coppe nazionali | Coppe continentali | Coppe continentali | Coppe continentali | Altre coppe | Altre coppe | Altre coppe | Totale | Totale |
| Stagione                  | Squadra                   | Comp                      | Pres       | Reti       | Comp            | Pres            | Reti            | Comp               | Pres               | Reti               | Comp        | Pres        | Reti        | Pres   | Reti   |
| ------------------------- | ------------------------- | ------------------------- | ---------- | ---------- | --------------- | --------------- | --------------- | ------------------ | ------------------ | ------------------ | ----------- | ----------- | ----------- | ------ | ------ |
| 2004                      | D.C. United               | MLS                       | 26+4       | 2+3        | USOC            | 1               | 0               | -                  | -                  | -                  | -           | -           | -           | 31     | 5      |
| 2005                      | D.C. United               | MLS                       | 24+1       | 4+0        | USOC            | 2               | 1               | -                  | -                  | -                  | -           | -           | -           | 27     | 5      |
| 2006                      | D.C. United               | MLS                       | 29+3       | 2+0        | USOC            | 2               | 0               | -                  | -                  | -                  | -           | -           | -           | 34     | 2      |
| Totale DC United          | Totale DC United          | Totale DC United          | 79+8       | 8+3        |                 | 5               | 1               |                    | -                  | -                  |             | -           | -           | 92     | 12     |
| 2007                      | Real Salt Lake            | MLS                       | 11         | 2          | USOC            | 0               | 0               | -                  | -                  | -                  | -           | -           | -           | 11     | 2      |
| 2007-2008                 | Benfica                   | PL                        | 11         | 2          | CP+CdL          | 2+3             | 1+3             | UCL+CU             | 3+1                | 0                  | -           | -           | -           | 20     | 6      |
| 2008-2009                 | Monaco                    | L1                        | 9          | 0          | CF+CdL          | 0+1             | 0               | -                  | -                  | -                  | -           | -           | -           | 10     | 0      |
| 2009-gen. 2010            | Belenenses                | PL                        | 3          | 0          | CP+CdL          | 0+1             | 0               | -                  | -                  | -                  | -           | -           | -           | 4      | 0      |
| gen.-giu. 2010            | Arīs Salonicco            | SL                        | 5+4        | 1+0        | CG              | 2               | 1               | -                  | -                  | -                  | -           | -           | -           | 11     | 2      |
| 2010-gen. 2011            | Arīs Salonicco            | SL                        | 0          | 0          | CG              | 0               | 0               | UEL                | 0                  | 0                  | -           | -           | -           | 0      | 0      |
| Totale Aris Salonicco     | Totale Aris Salonicco     | Totale Aris Salonicco     | 5+4        | 1          |                 | 2               | 1               |                    | 0                  | 0                  |             | -           | -           | 11     | 2      |
| gen.-giu. 2011            | Çaykur Rizespor           | SL                        | 11         | 4          | TK              | 0               | 0               | -                  | -                  | -                  | -           | -           | -           | 11     | 4      |
| 2011                      | Philadelphia Union        | MLS                       | 9+2        | 2+0        | USOC            | 2               | 0               | -                  | -                  | -                  | -           | -           | -           | 13     | 2      |
| 2012                      | Philadelphia Union        | MLS                       | 24         | 5          | USOC            | 4               | 3               | -                  | -                  | -                  | -           | -           | -           | 28     | 8      |
| Totale Philadelphia Union | Totale Philadelphia Union | Totale Philadelphia Union | 33+2       | 7          |                 | 6               | 3               |                    | -                  | -                  |             | -           | -           | 41     | 10     |
| 2013                      | Bahia                     | PD/BA+A                   | 3+2        | 0          | -               | -               | -               | CS                 | 2                  | 0                  | -           | -           | -           | 4      | 0      |
| set.-dic. 2014            | Jagodina                  | SL                        | 0          | 0          | CS              | 1               | 0               | -                  | -                  | -                  | -           | -           | -           | 1      | 0      |
| mar.-giu. 2015            | KuPS                      | VL                        | 5          | 0          | SC              | 1               | 0               | -                  | -                  | -                  | -           | -           | -           | 6      | 0      |
| 2015                      | T.B. Rowdies              | NASL                      | 8          | 0          | USOC            | 0               | 0               | -                  | -                  | -                  | -           | -           | -           | 8      | 0      |
| 2016                      | T.B. Rowdies              | NASL                      | 5          | 0          | USOC            | 0               | 0               | -                  | -                  | -                  | -           | -           | -           | 5      | 0      |
| Totale TB Rowdies         | Totale TB Rowdies         | Totale TB Rowdies         | 13         | 0          |                 | 0               | 0               |                    | -                  | -                  |             | -           | -           | 13     | 0      |
| 2018                      | Las Vegas Lights          | USL                       | 14         | 1          | USOC            | 0               | 0               | -                  | -                  | -                  | -           | -           | -           | 14     | 1      |
| oct. 2020 -feb.2021       | Österlen                  | D1                        | 0          | 0          | SC              | 0               | 0               | -                  | -                  | -                  | -           | -           | -           | 0      | 0      |
| Totale carriera           | Totale carriera           | Totale carriera           | 192+14     | 23+3       |                 | 20              | 9               |                    | 6                  | 0                  |             | -           | -           | 232    | 35     |

### Cronologia presenze e reti in nazionale
| Cronologia completa delle presenze e delle reti in nazionale ― Stati Uniti | Cronologia completa delle presenze e delle reti in nazionale ― Stati Uniti | Cronologia completa delle presenze e delle reti in nazionale ― Stati Uniti | Cronologia completa delle presenze e delle reti in nazionale ― Stati Uniti | Cronologia completa delle presenze e delle reti in nazionale ― Stati Uniti | Cronologia completa delle presenze e delle reti in nazionale ― Stati Uniti | Cronologia completa delle presenze e delle reti in nazionale ― Stati Uniti | Cronologia completa delle presenze e delle reti in nazionale ― Stati Uniti |
| Data                                                                       | Città                                                                      | In casa                                                                    | Risultato                                                                  | Ospiti                                                                     | Competizione                                                               | Reti                                                                       | Note                                                                       |
| -------------------------------------------------------------------------- | -------------------------------------------------------------------------- | -------------------------------------------------------------------------- | -------------------------------------------------------------------------- | -------------------------------------------------------------------------- | -------------------------------------------------------------------------- | -------------------------------------------------------------------------- | -------------------------------------------------------------------------- |
| 22-1-2006                                                                  | San Diego                                                                  | Stati Uniti                                                                | 0 – 0                                                                      | Canada                                                                     | Amichevole                                                                 | -                                                                          |                                                                            |
| 16-10-2007                                                                 | Basilea                                                                    | Svizzera                                                                   | 0 – 1                                                                      | Stati Uniti                                                                | Amichevole                                                                 | -                                                                          |                                                                            |
| 17-11-2007                                                                 | Johannesburg                                                               | Sudafrica                                                                  | 0 – 1                                                                      | Stati Uniti                                                                | Amichevole                                                                 | -                                                                          |                                                                            |
| 6-2-2008                                                                   | Houston                                                                    | Stati Uniti                                                                | 2 – 2                                                                      | Messico                                                                    | Amichevole                                                                 | -                                                                          |                                                                            |
| 28-5-2008                                                                  | Londra                                                                     | Inghilterra                                                                | 2 – 0                                                                      | Stati Uniti                                                                | Amichevole                                                                 | -                                                                          |                                                                            |
| 4-6-2008                                                                   | Santander                                                                  | Spagna                                                                     | 1 – 0                                                                      | Stati Uniti                                                                | Amichevole                                                                 | -                                                                          |                                                                            |
| 7-6-2008                                                                   | East Rutherford                                                            | Stati Uniti                                                                | 0 – 0                                                                      | Argentina                                                                  | Amichevole                                                                 | -                                                                          |                                                                            |
| 15-6-2008                                                                  | Carson                                                                     | Stati Uniti                                                                | 8 – 0                                                                      | Barbados                                                                   | Qual. Mondiali 2010                                                        | -                                                                          |                                                                            |
| 22-6-2008                                                                  | Bridgetown                                                                 | Barbados                                                                   | 0 – 1                                                                      | Stati Uniti                                                                | Qual. Mondiali 2010                                                        | -                                                                          |                                                                            |
| 11-10-2008                                                                 | Washington                                                                 | Stati Uniti                                                                | 6 – 1                                                                      | Cuba                                                                       | Qual. Mondiali 2010                                                        | -                                                                          |                                                                            |
| 15-10-2008                                                                 | Port of Spain                                                              | Trinidad e Tobago                                                          | 2 – 1                                                                      | Stati Uniti                                                                | Qual. Mondiali 2010                                                        | -                                                                          |                                                                            |
| 19-11-2008                                                                 | Commerce City                                                              | Stati Uniti                                                                | 2 – 0                                                                      | Guatemala                                                                  | Qual. Mondiali 2010                                                        | 1                                                                          |                                                                            |
| 3-6-2009                                                                   | San José                                                                   | Costa Rica                                                                 | 3 – 1                                                                      | Stati Uniti                                                                | Qual. Mondiali 2010                                                        | -                                                                          |                                                                            |
| 4-7-2009                                                                   | Seattle                                                                    | Stati Uniti                                                                | 4 – 0                                                                      | Grenada                                                                    | Gold Cup 2009 - 1º turno                                                   | 1                                                                          |                                                                            |
| 8-7-2009                                                                   | Washington                                                                 | Stati Uniti                                                                | 2 – 0                                                                      | Honduras                                                                   | Gold Cup 2009 - 1º turno                                                   | -                                                                          |                                                                            |
| 22-6-2011                                                                  | Houston                                                                    | Stati Uniti                                                                | 1 – 0                                                                      | Panama                                                                     | Gold Cup 2011 - Semifinale                                                 | -                                                                          |                                                                            |
| 25-6-2011                                                                  | Pasadena                                                                   | Stati Uniti                                                                | 2 – 4                                                                      | Messico                                                                    | Gold Cup 2011 - Finale                                                     | -                                                                          | 2º posto                                                                   |
| Totale                                                                     |                                                                            | Presenze                                                                   | 17                                                                         |                                                                            | Reti                                                                       | 2                                                                          |                                                                            |

## Palmarès

### Club

#### Competizioni nazionali
- Campionato MLS: 1

D.C United: 2004
- MLS Supporters' Shield: 1

D.C United: 2006

### Individuale
- U.S. Soccer Athlete of the Year: 1

Miglior giovane: 2003